# Aethionectes nigrosignatus
Aethionectes nigrosignatus är en skalbaggsart som beskrevs av Zimmermann 1928. Aethionectes nigrosignatus ingår i släktet Aethionectes och familjen dykare. Inga underarter finns listade i Catalogue of Life.